# Hiro H4H
Хіро H4H (англ. Hiro H4H) — серійний летючий човен Імперського флоту Японії 30-х років 20 століття. Повна назва «Летючий човен Тип 91» (яп. 九一式飛行艇, Кюічі-шікі Хікотей).

## Історія створення
Ще до завершення виготовлення великого летючого човна Н3Н, Арсенал флоту Хіро почав роботу над класичним розвідувальним летючим човном для заміни Hiro H1H і Hiro H2H. Новий літак, по факту мав стати меншим двомоторним аналогом до Н3Н, з більшим акцентом на використанні перевірених технологій для пришвидшення розробки та виробництва. Як і Н3Н новий літак розробляв колектив конструкторів під керівництвом Джуна Окамури.
Перший прототип був побудований у 1931 році. Він отримав назву «Летючий човен Тип 91 Модель 1» (яп. 九一式一号飛行艇, Кюічі-шікі Ічіґо Хікотей), або H4H1 в короткій системі позначень. За результатами випробувань було побудовано ще 2 літаки, які почали експлуатувати у 1933 році. H4H1 був суцільнометалевим монопланом, з металевим крилом, обшитим дюралем. На літаку застосовувалась передова автоматизація, зокрема подвійні закрилки Юнкерса. Проте морехідні якості літака були незадовільними. Навіть невелике хвилювання на морі створювало великі труднощі, а зліт та посадка у відкритому морі, поза межами захищених бухт, становив смертельну небезпеку. 
Проте флот, не маючи альтернативи (біплани H1H, H2H та Kawanishi H3K вже не могли вважатись сучасними, а розробка нового човна, Kawanishi H6K, йшла повільно), замовив виробництво H4H.
Перші літаки були оснащені двигунами Hiro 91-1 потужністю 500 к.с. кожен, або Hiro 91-2 потужністю 600 к.с. розміщеними на стійках над крилом. Після випробувань їх замінили радіальними двигунами Myojo потужністю 800 к.с. кожен (виготовлені за ліцензією американські Pratt & Whitney Hornet). Цей варіант отримав назву «Летючий човен морський Тип 91 Модель 2» (або H4H2). Крім двигунів, у цьому варіанті було змінене вертикальне оперення. Також крила підняли до верху фюзеляжу і перебудували хвостове оперення. Кожен прототип відрізнявся від іншого, і пошук найкращої конфігурації тривав аж до 1937 року, коли робота над проєктом була припинена через повну застарілість проєкту.
Всього було збудовано 47 літаків всіх модифікацій - Хіро побудував 30 літаків, Kawanishi ще 17. В Kawanishi літак отримав внутрішнє позначення Type L. Через постійну зміну конфігурації літака виробництво часто переривалось і в цілому було повільним.

## Модифікації
- H4H1 (Літаючий човен Тип 91 Модель 1) — варіант з двигунами Hiro 91-1/2 водяного охолодження (600 к.с.) і чотирилопасними гвинтами
- H4H2 (Літаючий човен Тип 91 Модель 2) — варіант з двигунами Myojo 1/2 повітряного охолодження (800 к.с.) і трилопастевими гвинтами

## Історія використання
Літаки H4H почали нести службу з 1933 року. Вони взяли активну участь в японсько-китайській війні, здійснюючи патрулювання китайського узбережжя, та використовувались як транспортні літаки дальньої дії, неодноразово перетинаючи Східнокитайське море. Сутичок із китайськими літаками та бойових втрат не було, проте формально H4H були першими летючими човнами, що взяли участь у бойових діях.
До початку Другої світової війни H4H були виведені з бойових частин. Незважаючи на короткий термін служби, ці літаки зіграли велику роль у розвитку японської гідроавіації.

## Тактико-технічні характеристики

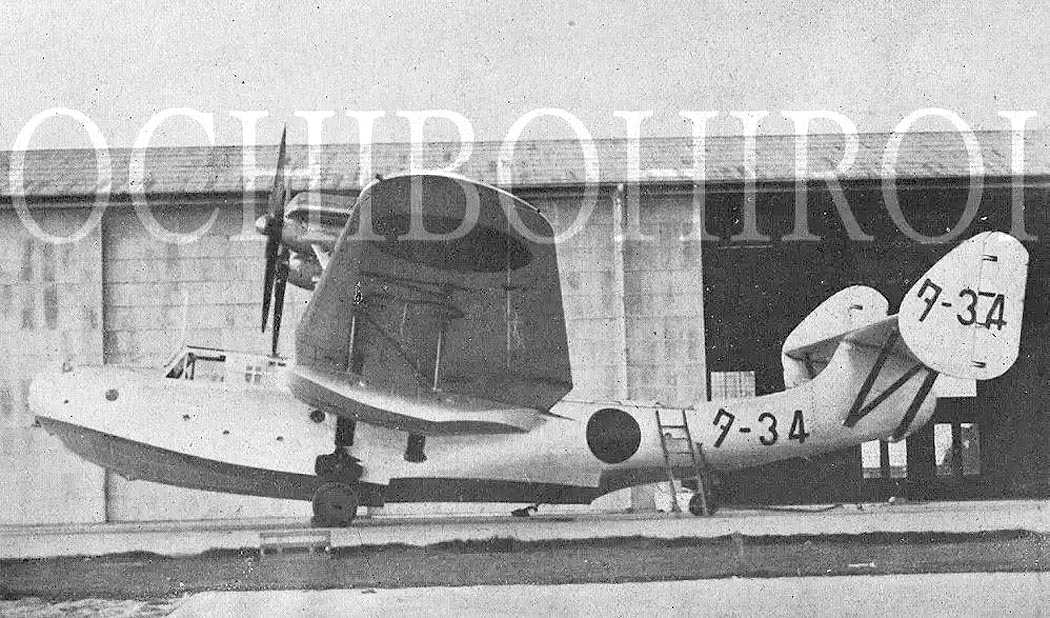
H4H1, вигляд збоку.

Дані з Japanese Aircraft 1910—1941
|                       |                       | H4H1                     | H4H2          |
| --------------------- | --------------------- | ------------------------ | ------------- |
| Екіпаж                | Екіпаж                | 6-8 осіб                 | 6-8 осіб      |
| Довжина               | Довжина               | 16,67 м                  | 16,57 м       |
| Висота                | Висота                | 5,81 м                   | 6,22 м        |
| Розмах крил           | Розмах крил           | 23,55 м                  | 23,46 м       |
| Площа крил            | Площа крил            | 82,7 м²                  | 82,7 м²       |
| Маса                  | пустого               | 4924 кг                  | 4663 кг       |
| Маса                  | спорядженого          | 7500 кг                  | 7500 кг       |
| Навантаження на крило | Навантаження на крило | 90,7 кг/м²               | 90,7 кг/м²    |
| Двигуни               | Двигуни               | 2 × Hiro 91-1            | 2 × Myojo 1/2 |
| Потужність            | номінальна            | 2 × 600 к. с.            | 2 × 800 к. с. |
| Потужність            | питома                | 6,25 кг/к. с.            | 4,93 кг/к. с. |
| Швидкість             | максимальна           | 207 км/год               | 233 км/год    |
| Швидкість             | крейсерська           | 158 км/год               | -             |
| Дальність польоту     | Дальність польоту     | 2000 км                  | 2333 км       |
| Час підйому           | Час підйому           | 18 хв. на висоту 3000 м. | -             |
| Практична стеля       | Практична стеля       | 4970 м                   | 3620 м        |

### Озброєння
- Кулеметне:
  - 1 × 7,7 мм кулемет в турелі в носі
  - 2 × 7,7 мм кулемети в верхній турелі
- Бомбове навантаження:
  - 2 × 250-кг бомби